# 中能國際控股
中能國際控股集團有限公司，簡稱中能國際控股集團，以及中能國際控股（英語：Sino Energy International Holdings Group Limited，港交所除牌前：1096.HK），於1995年由蔡秀满（前主席）和张文彬（首席執行官）創立，名為「石獅市豪邁鞋業有限公司」。
前身為「動感集團控股有限公司」。
總部位於福建石獅，業務在國內經營发、生产、销售男装休闲鞋及服饰，主要品牌為金迈王 ( Jimaire )、公牛巨人( Bull Titan ) 、哥雷夫 ( Greiff )、骆驼动感（Camel Active）及骆驼牌（Luotuo Brand）（於2013年2月28日屆滿後終止）。
該股份在2011年9月28日於港交所主板上市。招股價為1.83港元，全球發售為3億股，集資額為5.49億港元。
2020年9月1日，中能國際已暫停買賣。根據《上市規則》第6.01A條，若中能國際未能於2022年2月28日或之前復牌，聯交所可將該公司除牌，到2022年2月28日，中能國際仍未能履行聯交所訂下的復牌指引，3月23日，上市委員會決定根據《上市規則》第6.01A條取消該公司股份在聯交所的上市地位。
2022年3月28日，中能國際申請覆核除牌決定。於2022年6月28日，上市覆核委員會維持決定。7月29日，中能國際決定向香港高等法院申請司法覆核，但11月15日，高等法院駁回其申請。
最後，聯交所於2022年12月16日上午9時起取消中能國際的上市地位。

## 連結
- Active-group.com.cn（页面存档备份，存于）